# Clássico Alvinegro
Le Clássico Alvinegro est le nom donné à la rivalité footballistique entre deux équipes de l'État de São Paulo au Brésil : le Corinthians et le Santos. Le premier match entre les deux clubs étant joué en 1913.

## Histoire

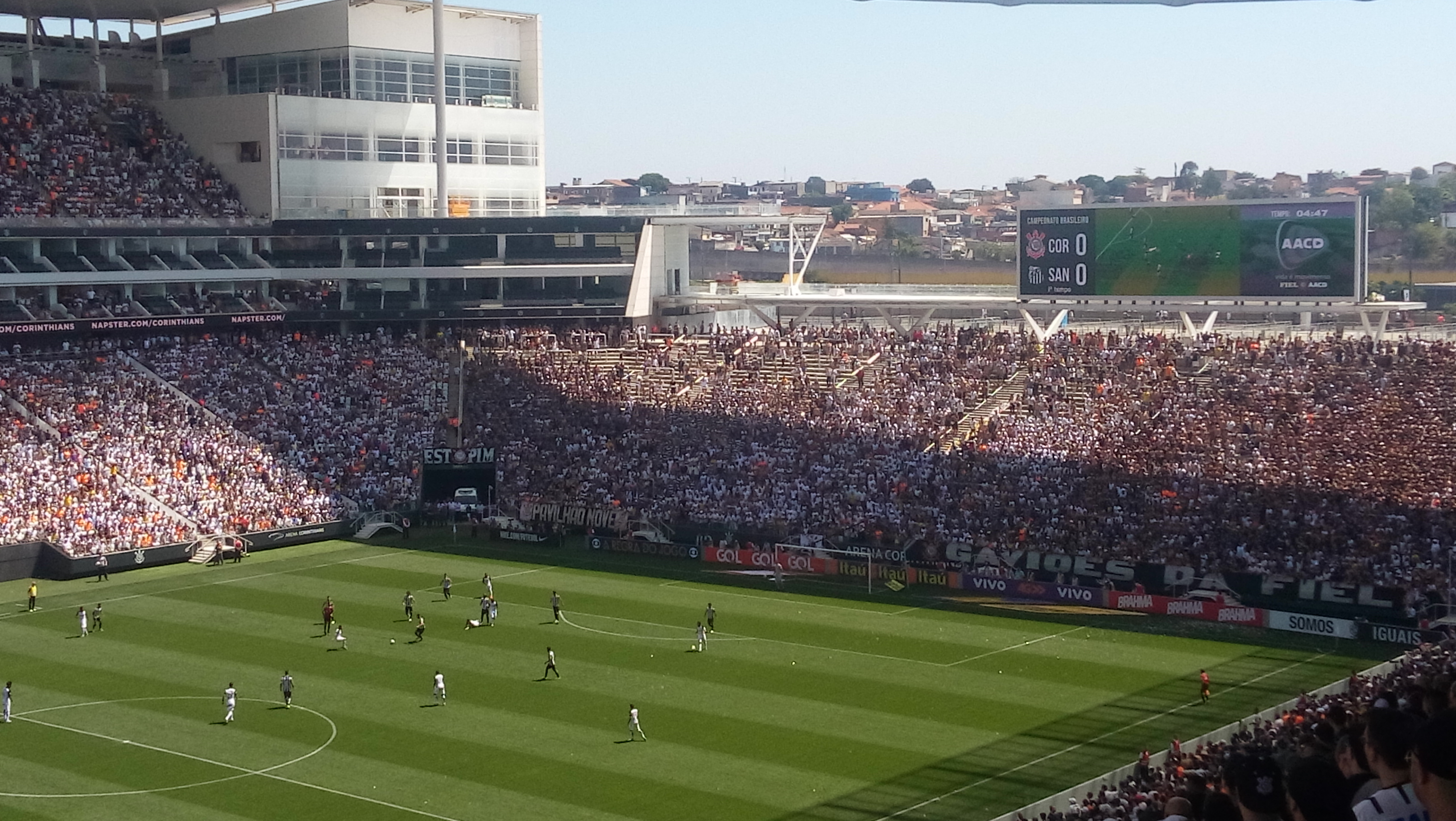
Clássico Alvinegro à l'Arena Corinthians (2015).

L'appellation Clássico Alvinegro en portugais vient de que les deux équipes portent les mêmes couleurs, noir et blanc. Il s'agit du plus ancien classique parmi les quatre grands de São Paulo. Le premier match a été joué le 22 juin 1913, remporté par Santos FC sur le score de 6-3.
La plus grande victoire entre les deux équipes date de en 1920 avec un 11-0 en faveur de SC Corinthians.
les deux clubs s'affrontent en Copa Libertadores, compétition la plus prestigieuse des clubs en Amérique du Sud, lors de l'édition 2012, en demi-finale. Après une victoire 1-0 au Stade Urbano-Caldeira puis un match nul 1-1 au Stade du Pacaembu, le SC Corinthians se qualifie pour la finale, finale qu'il gagne ensuite,.

## Statistiques

### Rivalité
| Matchs | Victoires Corinthians | Nuls | Victoires Santos | Buts Corinthians | Buts Santos |
| ------ | --------------------- | ---- | ---------------- | ---------------- | ----------- |
| 334    | 132                   | 95   | 107              | 584              | 504         |

### Confrontations
| Équipe à domicile | Équipe à l'extérieur | Score        | Lieu                 | Date                     | Compétition                        |
| ----------------- | -------------------- | ------------ | -------------------- | ------------------------ | ---------------------------------- |
| Corinthians       | Santos               | 2-0          | Arena Corinthians    | 02/02/2020               | Championnat de São Paulo           |
| Corinthians       | Santos               | 0-0          | Arena Corinthians    | 26/10/2019               | Championnat du Brésil              |
| Santos            | Corinthians          | 1-0          | Vila Belmiro         | 12/06/2019               | Championnat du Brésil              |
| Santos            | Corinthians          | 1-0          | Pacaembu             | 08/04/2019               | Championnat de São Paulo           |
| Corinthians       | Santos               | 2-1          | Arena Corinthians    | 31/03/2019               | Championnat de São Paulo           |
| Corinthians       | Santos               | 0-0          | Arena Corinthians    | 10/03/2019               | Championnat de São Paulo           |
| Corinthians       | Santos               | 1-1          | Arena Corinthians    | 13/01/2019               | Amical                             |
| Santos            | Corinthians          | 1-0          | Pacaembu             | 13/10/2018               | Championnat du Brésil              |
| Corinthians       | Santos               | 1-1          | Arena Corinthians    | 06/06/2018               | Championnat du Brésil              |
| Santos            | Corinthians          | 1-1          | Pacaembu             | 04/03/2018               | Championnat de São Paulo           |
| Santos            | Corinthians          | 2-0          | Vila Belmiro         | 10/09/2017               | Championnat du Brésil              |
| Corinthians       | Santos               | 2-0          | Arena Corinthians    | 03/06/2017               | Championnat du Brésil              |
| Corinthians       | Santos               | 1-0          | Arena Corinthians    | 04/03/2017               | Championnat de São Paulo           |
| Santos            | Corinthians          | 2-1          | Vila Belmiro         | 11/09/2016               | Championnat du Brésil              |
| Corinthians       | Santos               | 1-0          | Arena Corinthians    | 01/06/2016               | Championnat du Brésil              |
| Santos            | Corinthians          | 2-0          | Vila Belmiro         | 06/03/2016               | Championnat de São Paulo           |
| Corinthians       | Santos               | 2-0          | Arena Corinthians    | 20/09/2015               | Championnat du Brésil              |
| Corinthians       | Santos               | 1-2          | Arena Corinthians    | 26/08/2015               | Coupe du Brésil                    |
| Santos            | Corinthians          | 2-0          | Vila Belmiro         | 19/08/2015               | Coupe du Brési                     |
| Santos            | Corinthians          | 1-0          | Vila Belmiro         | 20/06/2015               | Championnat du Brésil              |
| Corinthians       | Santos               | 1-1          | Arena Corinthians    | 05/04/2015               | Championnat de São Paulo           |
| Corinthians       | Santos               | 1-0          | Arena Corinthians    | 09/11/2014               | Championnat du Brésil              |
| Santos            | Corinthians          | 0-1          | Vila Belmiro         | 10/08/2014               | Championnat du Brésil              |
| Santos            | Corinthians          | 5-1          | Vila Belmiro         | 29/01/2014               | Championnat de São Paulo           |
| Corinthians       | Santos               | 1-1          | Arena Fonte Luminosa | 27/10/2013               | Championnat du Brésil              |
| Santos            | Corinthians          | 1-1          | Vila Belmiro         | 07/08/2013               | Championnat du Brésil              |
| Santos            | Corinthians          | 1-1          | Vila Belmiro         | 19/05/2013               | Championnat de São Paulo           |
| Corinthians       | Santos               | 2-1          | Pacaembu             | 12/05/2013               | Championnat de São Paulo           |
| Santos            | Corinthians          | 0-0          | Morumbi              | 03/03/2013               | Championnat de São Paulo           |
| Corinthians       | Santos               | 1-1          | Pacaembu             | 24/11/2012               | Championnat du Brésil              |
| Santos            | Corinthians          | 3-2          | Vila Belmiro         | 19/08/2012               | Championnat du Brésil              |
| Corinthians       | Santos               | 1-1          | Pacaembu             | 20/06/2012               | Copa Libertadores                  |
| Santos            | Corinthians          | 0-1          | Vila Belmiro         | 13/06/2012               | Copa Libertadores                  |
| Santos            | Corinthians          | 1-0          | Vila Belmiro         | 04/03/2012               | Championnat de São Paulo           |
| Corinthians       | Santos               | 1-3          | Pacaembu             | 18/09/2011               | Championnat du Brésil              |
| Santos            | Corinthians          | 0-0          | Vila Belmiro         | 10/08/2011               | Championnat du Brésil              |
| Santos            | Corinthians          | 2-1          | Vila Belmiro         | 15/05/2011               | Championnat de São Paulo           |
| Corinthians       | Santos               | 0-0          | Pacaembu             | 08/05/2011               | Championnat de São Paulo           |
| Corinthians       | Santos               | 3-1          | Pacaembu             | 20/02/2011               | Championnat de São Paulo           |
| Santos            | Corinthians          | 2-3          | Vila Belmiro         | 22/09/2010               | Championnat du Brésil              |
| Corinthians       | Santos               | 4-2          | Pacaembu             | 30/05/2010               | Championnat du Brésil              |
| Santos            | Corinthians          | 2-1          | Vila Belmiro         | 28/02/2010               | Championnat de São Paulo           |
| Corinthians       | Santos               | 2-1          | Pacaembu             | 02/09/2009               | Championnat du Brésil              |
| Santos            | Corinthians          | 3-1          | Vila Belmiro         | 31/05/2009               | Championnat du Brésil              |
| Corinthians       | Santos               | 1-1          | Pacaembu             | 03/05/2009               | Championnat de São Paulo           |
| Santos            | Corinthians          | 1-3          | Vila Belmiro         | 26/04/2009               | Championnat de São Paulo           |
| Corinthians       | Santos               | 1-0          | Pacaembu             | 22/03/2009               | Championnat de São Paulo           |
| Santos            | Corinthians          | 2-1          | Vila Belmiro         | 26/03/2008               | Championnat de São Paulo           |
| Corinthians       | Santos               | 2-0          | Pacaembu             | 02/09/2007               | Championnat du Brésil              |
| Santos            | Corinthians          | 1-1          | Vila Belmiro         | 03/06/2007               | Championnat du Brésil              |
| Santos            | Corinthians          | 2-1          | Vila Belmiro         | 28/03/2007               | Championnat de São Paulo           |
| Corinthians       | Santos               | 0-3          | Pacaembu             | 05/10/2006               | Championnat du Brésil              |
| Santos            | Corinthians          | 2-0          | Vila Belmiro         | 28/05/2006               | Championnat du Brésil              |
| Corinthians       | Santos               | 0-1          | Morumbi              | 12/02/2006               | Championnat de São Paulo           |
| Corinthians       | Santos               | 7-1          | Pacaembu             | 06/11/2005               | Championnat du Brésil              |
| Santos            | Corinthians          | 2-3          | Vila Belmiro         | 13/10/2005               | Championnat du Brésil              |
| Santos            | Corinthians          | 3-0          | Vila Belmiro         | 13/02/2005               | Championnat de São Paulo           |
| Santos            | Corinthians          | 1-1          | Vila Belmiro         | 06/10/2004               | Championnat du Brésil              |
| Corinthians       | Santos               | 2-3          | Pacaembu             | 04/07/2004               | Championnat du Brésil              |
| Santos            | Corinthians          | 3-1          | Vila Belmiro         | 02/11/2003               | Championnat du Brésil              |
| Corinthians       | Santos               | 1-1          | Morumbi              | 09/07/2003               | Championnat du Brésil              |
| Corinthians       | Santos               | 2-3          | Morumbi              | 15/12/2002               | Championnat du Brésil              |
| Santos            | Corinthians          | 2-0          | Morumbi              | 08/12/2002               | Championnat du Brésil              |
| Corinthians       | Santos               | 2-4          | Pacaembu             | 03/10/2002               | Championnat du Brésil              |
| Santos            | Corinthians          | 3-1          | Vila Belmiro         | 27/07/2002               | Amical                             |
| Santos            | Corinthians          | 1-0          | Vila Belmiro         | 30/01/2002               | Tournoi Rio-São Paulo              |
| Santos            | Corinthians          | 0-2          | Vila Belmiro         | 28/10/2001               | Championnat du Brésil              |
| Santos            | Corinthians          | 1-2          | Morumbi              | 16/05/2001               | Championnat de São Paulo           |
| Corinthians       | Santos               | 1-1          | Morumbi              | 06/05/2001               | Championnat de São Paulo           |
| Corinthians       | Santos               | 5-0          | Pacaembu             | 18/03/2001               | Championnat de São Paulo           |
| Corinthians       | Santos               | 0-3          | Morumbi              | 30/08/2000               | Championnat du Brésil              |
| Corinthians       | Santos               | 5-1          | Morumbi              | 19/03/2000               | Championnat de São Paulo           |
| Santos            | Corinthians          | 1-4          | Vila Belmiro         | 13/10/1999               | Championnat du Brésil              |
| Corinthians       | Santos               | 5-1          | Morumbi              | 23/05/1999               | Championnat de São Paulo           |
| Santos            | Corinthians          | 4-2          | Vila Belmiro         | 25/04/1999               | Championnat de São Paulo           |
| Corinthians       | Santos               | 1-1          | Pacaembu             | 09/12/1998               | Championnat du Brésil              |
| Corinthians       | Santos               | 2-0          | Pacaembu             | 06/12/1998               | Championnat du Brésil              |
| Santos            | Corinthians          | 2-1          | Vila Belmiro         | 29/11/1998               | Championnat du Brésil              |
| Corinthians       | Santos               | 0-2          | Morumbi              | 27/09/1998               | Championnat du Brésil              |
| Santos            | Corinthians          | 1-0          | Vila Belmiro         | 14/10/1997               | Championnat du Brésil              |
| Corinthians       | Santos               | 4-3          | Morumbi              | 24/05/1997               | Championnat de São Paulo           |
| Santos            | Corinthians          | 2-0          | Vila Belmiro         | 10/05/1997               | Championnat de São Paulo           |
| Corinthians       | Santos               | 3-1          | Morumbi              | 06/04/1997               | Championnat de São Paulo           |
| Corinthians       | Santos               | 0-0          | Morumbi              | 27/10/1996               | Championnat du Brésil              |
| Corinthians       | Santos               | 2-3          | Pacaembu             | 21/04/1996               | Championnat de São Paulo           |
| Santos            | Corinthians          | 2-2          | Vila Belmiro         | 11/02/1996               | Championnat de São Paulo           |
| Santos            | Corinthians          | 3-1          | Vila Belmiro         | 24/01/1996               | Torneio de Verão                   |
| Santos            | Corinthians          | 3-0          | Vila Belmiro         | 19/11/1995               | Championnat du Brésil              |
| Corinthians       | Santos               | 4-2          | José Levy Sobrinho   | 23/07/1995               | Championnat de São Paulo           |
| Santos            | Corinthians          | 2-2          | Santa Cruz           | 25/06/1995               | Championnat de São Paulo           |
| Santos            | Corinthians 3-1      | Vila Belmiro | 30/04/1995           | Championnat de São Paulo |                                    |
| Corinthians       | Santos 0-0           | Pacaembu     | 15/03/1995           | Championnat de São Paulo |                                    |
| Santos            | Corinthians          | 1-2          | Pacaembu             | 16/11/1994               | Championnat du Brésil              |
| Corinthians       | Santos               | 1-1          | Morumbi              | 11/08/1994               | Copa Bandeirantes                  |
| Santos            | Corinthians          | 3-6          | Morumbi              | 09/08/1994               | Copa Bandeirantes                  |
| Santos            | Corinthians          | 4-3          | Morumbi              | 24/04/1994               | Championnat de São Paulo           |
| Corinthians       | Santos               | 4-0          | Pacaembu             | 20/02/1994               | Championnat de São Paulo           |
| Santos            | Corinthians          | 1-2          | Morumbi              | 08/12/1993               | Championnat du Brésil              |
| Corinthians       | Santos               | 3-2          | Morumbi              | 20/11/1993               | Championnat du Brésil              |
| Corinthians       | Santos               | 0-0          | Pacaembu             | 26/05/1993               | Championnat de São Paulo           |
| Santos            | Corinthians          | 1-2          | Morumbi              | 16/05/1993               | Championnat de São Paulo           |
| Santos            | Corinthians          | 2-5          | Morumbi              | 21/03/1993               | Championnat de São Paulo           |
| Corinthians       | Santos               | 0-1          | Pacaembu             | 31/01/1993               | Championnat de São Paulo           |
| Corinthians       | Santos               | 1-3          | Morumbi              | 25/10/1992               | Championnat de São Paulo           |
| Santos            | Corinthians          | 1-1          | Pacaembu             | 09/08/1992               | Championnat de São Paulo           |
| Corinthians       | Santos               | 1-1          | Pacaembu             | 02/02/1992               | Championnat du Brésil              |
| Santos            | Corinthians          | 0-0          | Pacaembu             | 29/09/1991               | Championnat de São Paulo           |
| Corinthians       | Santos               | 0-0          | Pacaembu             | 18/08/1991               | Championnat de São Paulo           |
| Corinthians       | Santos               | 2-0          | Pacaembu             | 06/03/1991               | Championnat du Brésil              |
| Corinthians       | Santos               | 1-0          | Pacaembu             | 04/11/1990               | Championnat du Brésil              |
| Corinthians       | Santos               | 0-0          | Pacaembu             | 12/08/1990               | Championnat de São Paulo           |
| Santos            | Corinthians          | 1-3          | Morumbi              | 15/07/1990               | Championnat de São Paulo           |
| Corinthians       | Santos               | 1-0          | Pacaembu             | 22/04/1990               | Championnat de São Paulo           |
| Corinthians       | Santos               | 0-0          | Morumbi              | 29/10/1989               | Championnat du Brésil              |
| Santos            | Corinthians          | 1-3          | Morumbi              | 18/06/1989               | Championnat de São Paulo           |
| Corinthians       | Santos               | 0-0          | Morumbi              | 04/06/1989               | Championnat de São Paulo           |
| Santos            | Corinthians          | 0-0          | Pacaembu             | 11/05/1989               | Championnat de São Paulo           |
| Corinthians       | Santos               | 1-2          | Pacaembu             | 14/12/1988               | Championnat du Brésil              |
| Corinthians       | Santos               | 2-0          | Pacaembu             | 17/07/1988               | Championnat de São Paulo           |
| Santos            | Corinthians          | 2-3          | Morumbi              | 03/07/1988               | Championnat de São Paulo           |
| Corinthians       | Santos               | 3-0          | Pacaembu             | 03/04/1988               | Championnat de São Paulo           |
| Corinthians       | Santos               | 1-0          | Pacaembu             | 21/02/1988               | Amical                             |
| Corinthians       | Santos               | 0-0          | Pacaembu             | 27/09/1987               | Championnat du Brésil              |
| Santos            | Corinthians          | 0-0          | Morumbi              | 22/08/1987               | Championnat de São Paulo           |
| Corinthians       | Santos               | 5-1          | Morumbi              | 16/08/1987               | Championnat de São Paulo           |
| Corinthians       | Santos               | 2-0          | Morumbi              | 07/06/1987               | Championnat de São Paulo           |
| Santos            | Corinthians          | 0-0          | Pacaembu             | 03/05/1987               | Championnat de São Paulo           |
| Santos            | Corinthians          | 0-2          | Vila Belmiro         | 26/07/1986               | Championnat de São Paulo           |
| Corinthians       | Santos               | 0-1          | Pacaembu             | 20/04/1986               | Championnat de São Paulo           |
| Santos            | Corinthians          | 0-2          | Vila Belmiro         | 19/01/1986               | Torneio Internacional de Verão     |
| Corinthians       | Santos               | 2-1          | Morumbi              | 17/11/1985               | Championnat de São Paulo           |
| Santos            | Corinthians          | 2-2          | Pacaembu             | 11/08/1985               | Championnat de São Paulo           |
| Santos            | Corinthians          | 0-0          | Pacaembu             | 24/03/1985               | Championnat du Brésil              |
| Corinthians       | Santos               | 1-0          | Morumbi              | 10/02/1985               | Championnat du Brésil              |
| Corinthians       | Santos               | 0-1          | Morumbi              | 02/12/1984               | Championnat de São Paulo           |
| Corinthians       | Santos               | 0-0          | Morumbi              | 16/09/1984               | Championnat de São Paulo           |
| Corinthians       | Santos               | 0-0          | Morumbi              | 27/11/1983               | Championnat de São Paulo           |
| Santos            | Corinthians          | 1-1          | Morumbi              | 13/11/1983               | Championnat de São Paulo           |
| Corinthians       | Santos               | 0-2          | Morumbi              | 23/10/1983               | Championnat de São Paulo           |
| Santos            | Corinthians          | 0-0          | Morumbi              | 31/07/1983               | Championnat de São Paulo           |
| Corinthians       | Santos               | 1-0          | Morumbi              | 21/11/1982               | Championnat de São Paulo           |
| Santos            | Corinthians          | 0-1          | Morumbi              | 22/08/1982               | Championnat de São Paulo           |
| Santos            | Corinthians          | 2-2          | Morumbi              | 27/09/1981               | Championnat de São Paulo           |
| Corinthians       | Santos               | 2-0          | Morumbi              | 31/05/1981               | Championnat de São Paulo           |
| Santos            | Corinthians          | 0-3          | Morumbi              | 05/10/1980               | Championnat de São Paulo           |
| Corinthians       | Santos               | 1-1          | Morumbi              | 06/07/1980               | Championnat de São Paulo           |
| Corinthians       | Santos               | 0-0          | Morumbi              | 23/09/1979               | Championnat de São Paulo           |
| Santos            | Corinthians          | 0-1          | Morumbi              | 15/07/1979               | Championnat de São Paulo           |
| Santos            | Corinthians          | 0-1          | Morumbi              | 10/06/1979               | Championnat de São Paulo           |
| Corinthians       | Santos               | 2-1          | Morumbi              | 11/02/1979               | Championnat de São Paulo           |
| Corinthians       | Santos               | 1-0          | Morumbi              | 26/11/1978               | Championnat de São Paulo           |
| Santos            | Corinthians          | 1-1          | Morumbi              | 20/08/1978               | Championnat de São Paulo           |
| Corinthians       | Santos               | 0-0          | Morumbi              | 08/04/1978               | Championnat du Brésil              |
| Corinthians       | Santos               | 1-1          | Morumbi              | 29/01/1978               | Championnat du Brésil              |
| Santos            | Corinthians          | 2-2          | Morumbi              | 04/09/1977               | Championnat de São Paulo           |
| Santos            | Corinthians          | 2-2          | Morumbi              | 04/08/1977               | Taça Governador do Estado          |
| Santos            | Corinthians          | 0-4          | Morumbi              | 29/05/1977               | Championnat de São Paulo           |
| Corinthians       | Santos               | 1-1          | Morumbi              | 20/03/1977               | Championnat de São Paulo           |
| Santos            | Corinthians          | 0-0          | Vila Belmiro         | 13/06/1976               | Championnat de São Paulo           |
| Santos            | Corinthians          | 1-0          | Vila Belmiro         | 08/02/1976               | Taça Governador do Estado          |
| Corinthians       | Santos               | 0-2          | Morumbi              | 31/07/1975               | Championnat de São Paulo           |
| Corinthians       | Santos               | 1-0          | Pacaembu             | 13/07/1975               | Championnat de São Paulo           |
| Santos            | Corinthians          | 0-0          | Morumbi              | 20/04/1975               | Championnat de São Paulo           |
| Santos            | Corinthians          | 2-0          | Pacaembu             | 20/02/1975               | Torneio Laudo Natel                |
| Corinthians       | Santos               | 1-0          | Pacaembu             | 17/11/1974               | Championnat de São Paulo           |
| Santos            | Corinthians          | 0-1          | Pacaembu             | 29/09/1974               | Championnat de São Paulo           |
| Corinthians       | Santos               | 1-1          | Pacaembu             | 18/05/1974               | Championnat du Brésil              |
| Corinthians       | Santos               | 1-0          | Pacaembu             | 24/11/1973               | Championnat du Brésil              |
| Santos            | Corinthians          | 1-1          | Morumbi              | 22/07/1973               | Championnat de São Paulo           |
| Santos            | Corinthians          | 3-0          | Morumbi              | 29/04/1973               | Championnat de São Paulo           |
| Santos            | Corinthians          | 4-0          | Morumbi              | 26/11/1972               | Championnat du Brésil              |
| Corinthians       | Santos               | 1-0          | Pacaembu             | 30/08/1972               | Championnat de São Paulo           |
| Santos            | Corinthians          | 1-1          | Morumbi              | 14/05/1972               | Championnat de São Paulo           |
| Corinthians       | Santos               | 1-1          | Pacaembu             | 30/10/1971               | Championnat du Brésil              |
| Corinthians       | Santos               | 3-3          | Pacaembu             | 20/06/1971               | Championnat de São Paulo           |
| Santos            | Corinthians          | 2-4          | Vila Belmiro         | 11/04/1971               | Championnat de São Paulo           |
| Santos            | Corinthians          | 0-2          | Pacaembu             | 01/11/1970               | Roberto Gomes Pedrosa              |
| Santos            | Corinthians          | 1-1          | Morumbi              | 30/08/1970               | Championnat de São Paulo           |
| Corinthians       | Santos               | 2-2          | Morumbi              | 02/08/1970               | Championnat de São Paulo           |
| Santos            | Corinthians          | 1-1          | Parque Antártica     | 18/04/1970               | Taça São Paulo                     |
| Corinthians       | Santos               | 1-0          | Morumbi              | 18/04/1970               | Taça São Paulo                     |
| Corinthians       | Santos               | 4-1          | Pacaembu             | 04/11/1969               | Roberto Gomes Pedrosa              |
| Santos            | Corinthians          | 3-1          | Morumbi              | 08/06/1969               | Championnat de São Paulo           |
| Corinthians       | Santos               | 1-1          | Morumbi              | 25/05/1969               | Championnat de São Paulo           |
| Santos            | Corinthians          | 0-2          | Morumbi              | 13/04/1969               | Championnat de São Paulo           |
| Santos            | Corinthians          | 2-1          | Morumbi              | 06/10/1968               | Roberto Gomes Pedrosa              |
| Santos            | Corinthians          | 2-0          | Morumbi              | 21/04/1968               | Championnat de São Paulo           |
| Corinthians       | Santos               | 2-0          | Pacaembu             | 06/03/1968               | Championnat de São Paulo           |
| Santos            | Corinthians          | 2-1          | Morumbi              | 10/12/1967               | Championnat de São Paulo           |
| Corinthians       | Santos               | 1-2          | Morumbi              | 10/09/1967               | Championnat de São Paulo           |
| Corinthians       | Santos               | 1-1          | Pacaembu             | 13/05/1967               | Roberto Gomes Pedrosa              |
| Corinthians       | Santos               | 1-1          | Pacaembu             | 17/12/1966               | Championnat de São Paulo           |
| Santos            | Corinthians          | 3-0          | Pacaembu             | 08/10/1966               | Championnat de São Paulo           |
| Corinthians       | Santos               | 0-0          | Pacaembu             | 27/03/1966               | Tournoi Rio-São Paulo              |
| Santos            | Corinthians          | 4-2          | Morumbi              | 14/11/1965               | Championnat de São Paulo           |
| Corinthians       | Santos               | 3-4          | Morumbi              | 29/08/1965               | Championnat de São Paulo           |
| Corinthians       | Santos               | 4-4          | Pacaembu             | 15/04/1965               | Tournoi Rio-São Paulo              |
| Corinthians       | Santos               | 4-7          | Pacaembu             | 06/12/1964               | Championnat de São Paulo           |
| Santos            | Corinthians          | 1-1          | Pacaembu             | 30/09/1964               | Championnat de São Paulo           |
| Santos            | Corinthians          | 3-0          | Pacaembu             | 18/03/1964               | Tournoi Rio-São Paulo              |
| Corinthians       | Santos               | 2-2          | Pacaembu             | 14/12/1963               | Championnat de São Paulo           |
| Santos            | Corinthians          | 3-1          | Pacaembu             | 22/09/1963               | Championnat de São Paulo           |
| Santos            | Corinthians          | 2-0          | Pacaembu             | 03/03/1963               | Tournoi Rio-São Paulo              |
| Corinthians       | Santos               | 1-2          | Parque São Jorge     | 04/11/1962               | Championnat de São Paulo           |
| Santos            | Corinthians          | 5-2          | Vila Belmiro         | 23/09/1962               | Championnat de São Paulo           |
| Santos            | Corinthians          | 3-3          | Vila Belmiro         | 21/06/1962               | Taça São Paulo                     |
| Corinthians       | Santos               | 3-1          | Parque São Jorge     | 16/06/1962               | Taça São Paulo                     |
| Santos            | Corinthians          | 1-1          | Vila Belmiro         | 03/12/1961               | Championnat de São Paulo           |
| Corinthians       | Santos               | 1-5          | Pacaembu             | 16/08/1961               | Championnat de São Paulo           |
| Corinthians       | Santos               | 2-0          | Pacaembu             | 29/03/1961               | Tournoi Rio-São Paulo              |
| Corinthians       | Santos               | 1-6          | Pacaembu             | 30/11/1960               | Championnat de São Paulo           |
| Santos            | Corinthians          | 1-1          | Vila Belmiro         | 31/07/1960               | Championnat de São Paulo           |
| Corinthians       | Santos               | 2-1          | Pacaembu             | 31/03/1960               | Tournoi Rio-São Paulo              |
| Santos            | Corinthians          | 4-1          | Vila Belmiro         | 27/12/1959               | Championnat de São Paulo           |
| Corinthians       | Santos               | 2-3          | Pacaembu             | 26/08/1959               | Championnat de São Paulo           |
| Santos            | Corinthians          | 3-2          | Pacaembu             | 30/04/1959               | Tournoi Rio-São Paulo              |
| Santos            | Corinthians          | 6-1          | Vila Belmiro         | 07/12/1958               | Championnat de São Paulo           |
| Corinthians       | Santos               | 0-1          | Pacaembu             | 14/09/1958               | Championnat de São Paulo           |
| Santos            | Corinthians          | 2-2          | Pacaembu             | 13/04/1958               | Taça Charles Miller                |
| Corinthians       | Santos               | 2-1          | Pacaembu             | 27/03/1958               | Tournoi Rio-São Paulo              |
| Santos            | Corinthians          | 1-0          | Vila Belmiro         | 22/12/1957               | Championnat de São Paulo           |
| Corinthians       | Santos               | 3-3          | Pacaembu             | 03/11/1957               | Championnat de São Paulo           |
| Corinthians       | Santos               | 2-1          | Pacaembu             | 21/07/1957               | Championnat de São Paulo           |
| Santos            | Corinthians          | 1-1          | Pacaembu             | 01/05/1957               | Tournoi Rio-São Paulo              |
| Santos            | Corinthians          | 5-3          | Vila Belmiro         | 11/04/1957               | Amical                             |
| Corinthians       | Santos               | 1-2          | Pacaembu             | 29/12/1956               | Championnat de São Paulo           |
| Santos            | Corinthians          | 0-4          | Vila Belmiro         | 11/11/1956               | Championnat de São Paulo           |
| Santos            | Corinthians          | 3-3          | Vila Belmiro         | 29/07/1956               | Championnat de São Paulo           |
| Corinthians       | Santos               | 4-3          | Pacaembu             | 04/07/1956               | Copa do Atlântico                  |
| Corinthians       | Santos               | 0-0          | Pacaembu             | 22/04/1956               | Tournoi Rio-São Paulo              |
| Santos            | Corinthians          | 4-2          | Pacaembu             | 04/04/1956               | Amical                             |
| Santos            | Corinthians          | 2-3          | Vila Belmiro         | 08/01/1956               | Championnat de São Paulo           |
| Corinthians       | Santos               | 2-2          | Pacaembu             | 28/08/1955               | Championnat de São Paulo           |
| Corinthians       | Santos               | 2-1          | Pacaembu             | 21/04/1955               | Tournoi Rio-São Paulo              |
| Santos            | Corinthians          | 4-1          | Vila Belmiro         | 30/01/1955               | Championnat de São Paulo           |
| Corinthians       | Santos               | 0-2          | Pacaembu             | 24/10/1954               | Championnat de São Paulo           |
| Santos            | Corinthians          | 2-0          | Pacaembu             | 29/06/1954               | Tournoi Rio-São Paulo              |
| Corinthians       | Santos               | 3-2          | Pacaembu             | 20/12/1953               | Championnat de São Paulo           |
| Santos            | Corinthians          | 1-2          | Vila Belmiro         | 06/09/1953               | Championnat de São Paulo           |
| Corinthians       | Santos               | 3-1          | Pacaembu             | 09/05/1953               | Tournoi Rio-São Paulo              |
| Corinthians       | Santos               | 4-1          | Pacaembu             | 04/01/1953               | Championnat de São Paulo           |
| Santos            | Corinthians          | 2-3          | Vila Belmiro         | 28/09/1952               | Championnat de São Paulo           |
| Santos            | Corinthians          | 3-3          | Vila Belmiro         | 10/08/1952               | Taça Santos                        |
| Santos            | Corinthians          | 4-2          | Pacaembu             | 21/02/1952               | Tournoi Rio-São Paulo              |
| Santos            | Corinthians          | 2-4          | Vila Belmiro         | 06/01/1952               | Championnat de São Paulo           |
| Corinthians       | Santos               | 4-1          | Pacaembu             | 16/09/1951               | Championnat de São Paulo           |
| Santos            | Corinthians          | 2-1          | Vila Belmiro         | 26/11/1950               | Championnat de São Paulo           |
| Corinthians       | Santos               | 2-2          | Parque São Jorge     | 14/10/1950               | Championnat de São Paulo           |
| Santos            | Corinthians          | 3-4          | Vila Belmiro         | 09/08/1950               | Amical                             |
| Corinthians       | Santos               | 0-0          | Parque São Jorge     | 16/10/1949               | Championnat de São Paulo           |
| Santos            | Corinthians          | 2-1          | Vila Belmiro         | 24/07/1949               | Championnat de São Paulo           |
| Santos            | Corinthians          | 2-1          | Vila Belmiro         | 06/04/1949               | Amical                             |
| Corinthians       | Santos               | 2-3          | Pacaembu             | 31/10/1948               | Championnat de São Paulo           |
| Santos            | Corinthians          | 3-2          | Vila Belmiro         | 04/07/1948               | Championnat de São Paulo           |
| Corinthians       | Santos               | 1-2          | Pacaembu             | 12/05/1948               | Taça das Taças                     |
| Corinthians       | Santos               | 3-0          | Pacaembu             | 31/10/1947               | Championnat de São Paulo           |
| Santos            | Corinthians          | 2-3          | Vila Belmiro         | 25/05/1947               | Championnat de São Paulo           |
| Santos            | Corinthians          | 1-2          | Vila Belmiro         | 11/08/1946               | Championnat de São Paulo           |
| Corinthians       | Santos               | 3-3          | Pacaembu             | 18/07/1946               | Amical                             |
| Corinthians       | Santos               | 4-2          | Parque São Jorge     | 27/04/1946               | Championnat de São Paulo           |
| Santos            | Corinthians          | 2-1          | Vila Belmiro         | 09/09/1945               | Championnat de São Paulo           |
| Corinthians       | Santos               | 3-0          | Parque São Jorge     | 03/06/1945               | Championnat de São Paulo           |
| Corinthians       | Santos               | 2-1          | Parque São Jorge     | 30/07/1944               | Championnat de São Paulo           |
| Santos            | Corinthians          | 1-1          | Vila Belmiro         | 11/06/1944               | Championnat de São Paulo           |
| Corinthians       | Santos               | 1-2          | Parque São Jorge     | 16/01/1944               | Amical                             |
| Santos            | Corinthians          | 1-0          | Pacaembu             | 07/11/1943               | Amical                             |
| Santos            | Corinthians          | 2-5          | Vila Belmiro         | 08/08/1943               | Championnat de São Paulo           |
| Corinthians       | Santos               | 2-1          | Parque São Jorge     | 18/04/1943               | Championnat de São Paulo           |
| Corinthians       | Santos               | 6-2          | Parque São Jorge     | 26/07/1942               | Championnat de São Paulo           |
| Santos            | Corinthians          | 2-2          | Vila Belmiro         | 26/04/1942               | Championnat de São Paulo           |
| Santos            | Corinthians          | 2-3          | Vila Belmiro         | 28/09/1941               | Championnat de São Paulo           |
| Corinthians       | Santos               | 7-0          | Parque São Jorge     | 01/06/1941               | Championnat de São Paulo           |
| Santos            | Corinthians          | 1-0          | Vila Belmiro         | 19/02/1941               | Amical                             |
| Santos            | Corinthians          | 2-4          | Vila Belmiro         | 17/11/1940               | Championnat de São Paulo           |
| Corinthians       | Santos               | 4-1          | Parque São Jorge     | 28/07/1940               | Championnat de São Paulo           |
| Corinthians       | Santos               | 4-1          | Parque São Jorge     | 31/12/1939               | Championnat de São Paulo           |
| Santos            | Corinthians          | 0-0          | Vila Belmiro         | 13/08/1939               | Championnat de São Paulo           |
| Santos            | Corinthians          | 1-2          | Vila Belmiro         | 08/01/1939               | Championnat de São Paulo           |
| Santos            | Corinthians          | 2-3          | Vila Belmiro         | 06/11/1938               | Amical                             |
| Corinthians       | Santos               | 3-0          | Parque São Jorge     | 11/09/1938               | Amical                             |
| Santos            | Corinthians          | 0-2          | Vila Belmiro         | 17/07/1938               | Campeonato Paulista Extra          |
| Corinthians       | Santos               | 1-0          | Parque São Jorge     | 05/06/1938               | Campeonato Paulista Extra          |
| Santos            | Corinthians          | 1-0          | Vila Belmiro         | 09/01/1938               | Amical                             |
| Corinthians       | Santos               | 1-0          | Parque São Jorge     | 24/10/1937               | Championnat de São Paulo           |
| Santos            | Corinthians          | 2-2          | Vila Belmiro         | 25/07/1937               | Championnat de São Paulo           |
| Santos            | Corinthians          | 3-2          | Vila Belmiro         | 11/04/1937               | Championnat de São Paulo           |
| Corinthians       | Santos               | 5-1          | Parque São Jorge     | 24/05/1936               | Championnat de São Paulo           |
| Santos            | Corinthians          | 1-2          | Vila Belmiro         | 09/02/1936               | Amical                             |
| Corinthians       | Santos               | 0-2          | Parque São Jorge     | 17/11/1935               | Championnat de São Paulo           |
| Santos            | Corinthians          | 1-2          | Vila Belmiro         | 30/06/1935               | Championnat de São Paulo           |
| Corinthians       | Santos               | 5-2          | Parque São Jorge     | 28/04/1935               | Amical                             |
| Santos            | Corinthians          | 3-2          | Vila Belmiro         | 10/03/1935               | Amical                             |
| Corinthians       | Santos               | 1-0          | Parque São Jorge     | 21/10/1934               | Torneio Extra                      |
| Santos            | Corinthians          | 0-3          | Vila Belmiro         | 22/07/1934               | Championnat de São Paulo           |
| Corinthians       | Santos               | 3-0          | Parque São Jorge     | 22/04/1934               | Championnat de São Paulo           |
| Santos            | Corinthians          | 3-4          | Vila Belmiro         | 14/01/1934               | Amical                             |
| Corinthians       | Santos               | 0-6          | Vila Belmiro         | 24/09/1933               | Campeonato Paulista/Torneio RioxSP |
| Santos            | Corinthians          | 3-3          | Parque São Jorge     | 25/06/1933               | Campeonato Paulista/Torneio RioxSP |
| Santos            | Corinthians          | 3-5          | Vila Belmiro         | 18/12/1932               | Amical                             |
| Santos            | Corinthians          | 7-1          | Vila Belmiro         | 08/05/1932               | Championnat de São Paulo           |
| Santos            | Corinthians          | 1-1          | Vila Belmiro         | 29/11/1931               | Championnat de São Paulo           |
| Corinthians       | Santos               | 2-3          | Parque São Jorge     | 17/05/1931               | Championnat de São Paulo           |
| Corinthians       | Santos               | 6-2          | Parque Antártica     | 08/03/1931               | Amical                             |
| Santos            | Corinthians          | 2-5          | Vila Belmiro         | 04/01/1931               | Championnat de São Paulo           |
| Corinthians       | Santos               | 2-0          | Parque São Jorge     | 18/05/1930               | Championnat de São Paulo           |
| Corinthians       | Santos               | 4-1          | Parque São Jorge     | 06/10/1929               | Championnat de São Paulo           |
| Santos            | Corinthians          | 2-2          | Vila Belmiro         | 14/07/1929               | Amical                             |
| Corinthians       | Santos               | 2-3          | Parque São Jorge     | 11/11/1928               | Championnat de São Paulo           |
| Santos            | Corinthians          | 1-1          | Vila Belmiro         | 12/10/1928               | Amical                             |
| Santos            | Corinthians          | 1-3          | Vila Belmiro         | 19/08/1928               | Championnat de São Paulo           |
| Santos            | Corinthians          | 1-0          | Vila Belmiro         | 26/02/1928               | Championnat de São Paulo           |
| Corinthians       | Santos               | 4-4          | Vila Belmiro         | 08/01/1928               | Amical                             |
| Corinthians       | Santos               | 3-8          | Parque Antártica     | 04/09/1927               | Championnat de São Paulo           |
| Santos            | Corinthians          | 2-3          | Vila Belmiro         | 22/08/1926               | Championnat de São Paulo           |
| Corinthians       | Santos               | 3-1          | Ponte Grande         | 27/12/1925               | Amical                             |
| Santos            | Corinthians          | 2-1          | Vila Belmiro         | 22/11/1925               | Amical                             |
| Santos            | Corinthians          | 1-0          | Vila Belmiro         | 21/04/1925               | Championnat de São Paulo           |
| Santos            | Corinthians          | 2-0          | Vila Belmiro         | 12/10/1924               | Championnat de São Paulo           |
| Corinthians       | Santos               | 6-1          | Ponte Grande         | 08/06/1924               | Championnat de São Paulo           |
| Santos            | Corinthians          | 1-2          | Vila Belmiro         | 16/03/1924               | Amical                             |
| Corinthians       | Santos               | 3-1          | Ponte Grande         | 24/06/1923               | Championnat de São Paulo           |
| Corinthians       | Santos               | 6-2          | Ponte Grande         | 19/11/1922               | Championnat de São Paulo           |
| Santos            | Corinthians          | 3-3          | Vila Belmiro         | 30/10/1921               | Championnat de São Paulo           |
| Corinthians       | Santos               | 6-1          | Ponte Grande         | 05/06/1921               | Championnat de São Paulo           |
| Santos            | Corinthians          | 0-11         | Vila Belmiro         | 11/07/1920               | Championnat de São Paulo           |
| Corinthians       | Santos               | 5-0          | Ponte Grande         | 21/09/1919               | Championnat de São Paulo           |
| Santos            | Corinthians          | 1-0          | Vila Belmiro         | 29/06/1919               | Championnat de São Paulo           |
| Santos            | Corinthians          | 4-2          | Vila Belmiro         | 18/08/1918               | Championnat de São Paulo           |
| Corinthians       | Santos               | 2-2          | Ponte Grande         | 07/04/1918               | Championnat de São Paulo           |
| Corinthians       | Santos               | 2-3          | Parque da Antárctica | 11/11/1917               | Championnat de São Paulo           |
| Santos            | Corinthians          | 0-3          | Vila Belmiro         | 26/08/1917               | Amical                             |
| Santos            | Corinthians          | 3-3          | Vila Belmiro         | 10/06/1917               | Championnat de São Paulo           |
| Corinthians       | Santos               | 0-0          | Campo do Atlético    | 30/08/1914               | Amical                             |
| Corinthians       | Santos               | 3-6          | Parque da Antarctica | 22/06/1913               | Championnat de São Paulo           |

### Palmarès
| Club           | Championnat du Brésil | Coupe du Brési | Supercoupe du Brésil | Championnat de São Paulo | Tournoi Rio-São Paulo | Copa Libertadores | Recopa Sudamericana | Coupe intercontinentale | Coupe du monde des clubs |
| -------------- | --------------------- | -------------- | -------------------- | ------------------------ | --------------------- | ----------------- | ------------------- | ----------------------- | ------------------------ |
| SC Corinthians | 7                     | 3              | 1                    | 30                       | 5                     | 1                 | 1                   | 0                       | 2                        |
| Santos FC      | 8                     | 1              | 0                    | 22                       | 5                     | 3                 | 1                   | 2                       | 0                        |

## Stades
- Stade du Pacaembu, São Paulo
- Stade Urbano-Caldeira, Santos
- Arena Corinthians, São Paulo

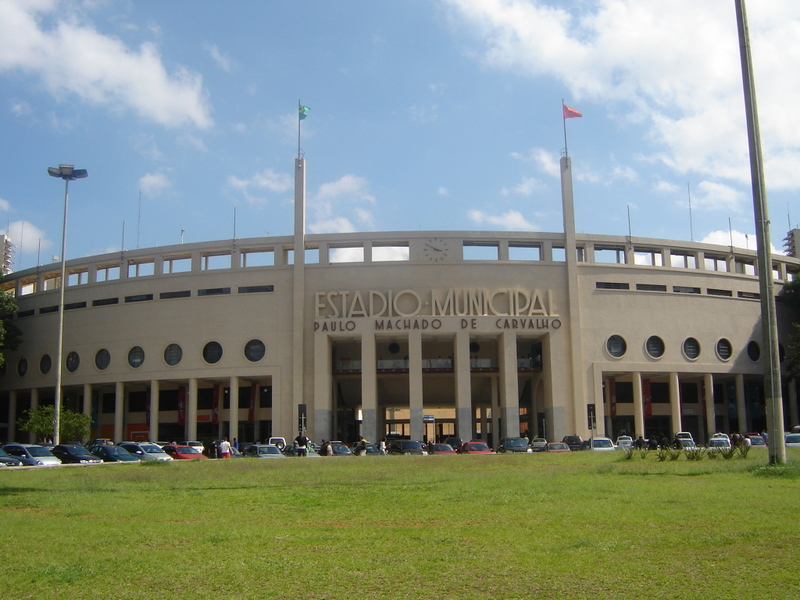
Stade du Pacaembu
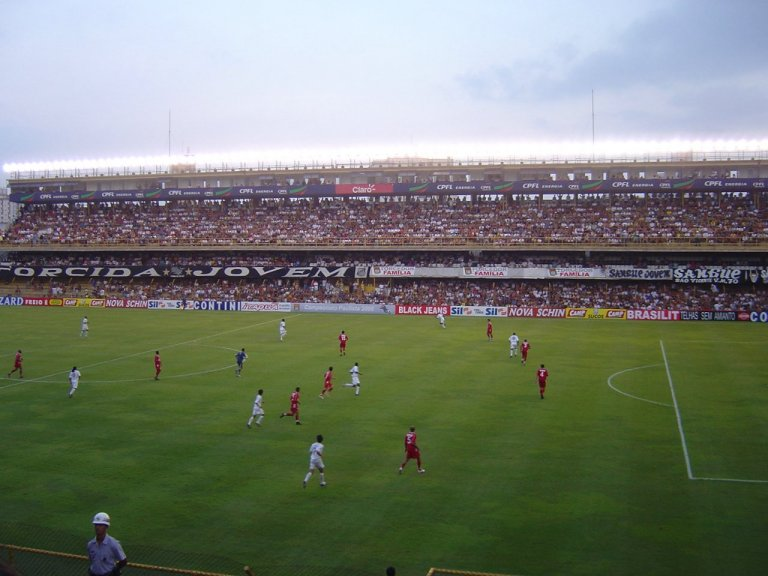
Stade Urbano-Caldeira (Vila Belmiro)
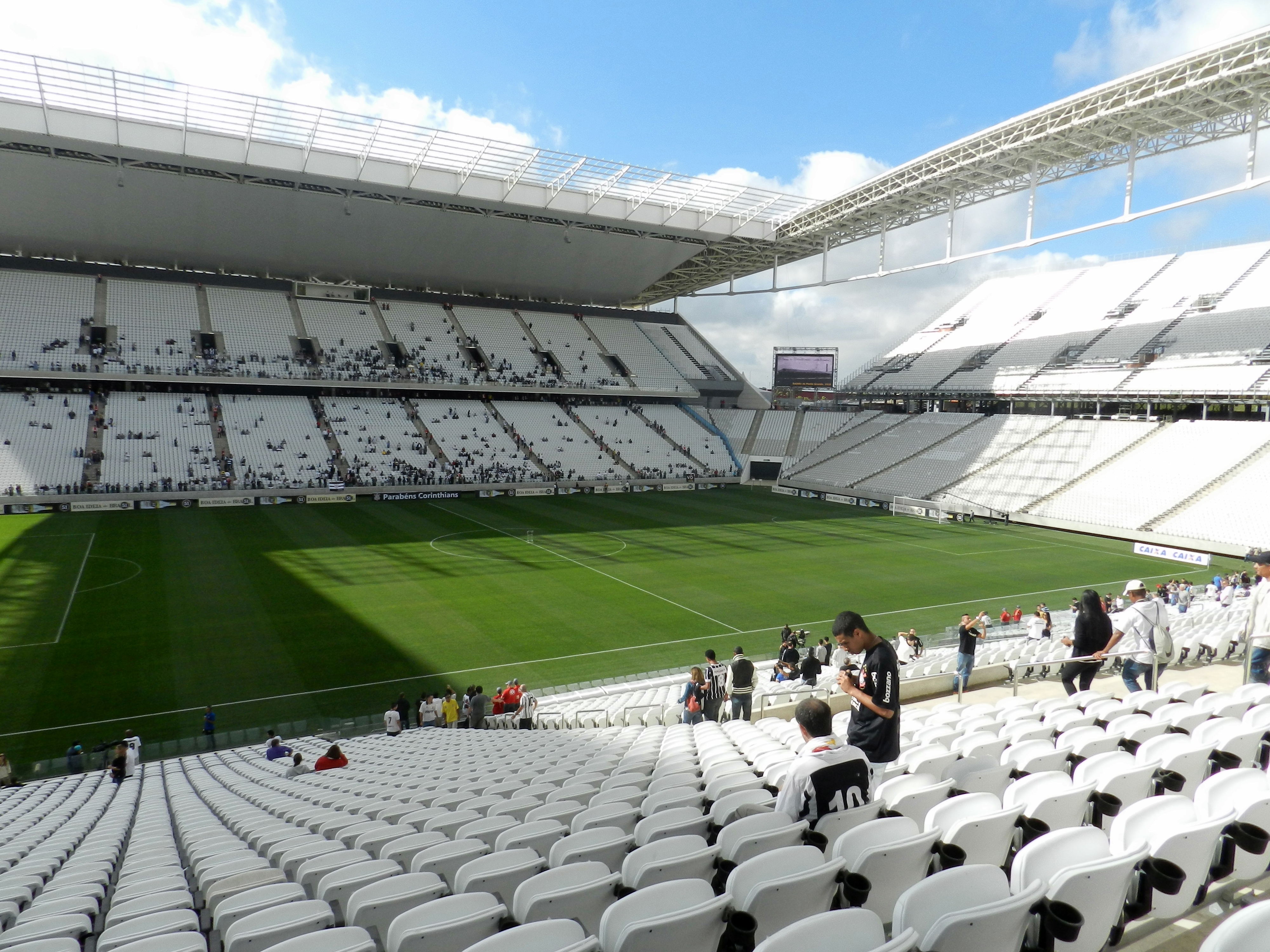
Arena Corinthians